# بروس رونر
بروس فنسنت رونر (بالإنجليزية: Bruce Vincent Rauner)‏ (وُلِدَ في 18 فبراير عام 1956)، رجل أعمال أمريكي، ومُحبّ للعمل الخيري وسياسي، شَغِل منصب الحاكم الـ 42 لولاية إلينوي من عام 2015 حتى عام 2019. قبل انتخابه، شغل منصب رئيس شركة آر8 كابيتال بارتنرز ورئيس شركة (جي تي سي آر) للأسهم الخاصة مقرها شيكاغو. باعتباره المرشح الجمهوري لانتخابات ولاية إلينوي، فاز على مرشح الحزب الديمقراطي بات كوين بنسبة 50.3% إلى 46.4%. في عام 2018، بعد أن نجا بصعوبة في الانتخابات التمهيدية للحزب الجمهوري من ممثل الدولة جين آيفس، خسر رونر الانتخابات العامة لصالح منافسه عن الحزب الديمقراطي جي. بي. بريتزكر بأغلبية ساحقة.

## حياته المهنية
تقلَّد رونر منصب رئيس شركة (جي تي سي آر) للأسهم الخاصة، حيث عمل فيها لأكثر من 30 عامًا، ابتداءً من عام 1981 بعد تخرجه من جامعة هارفارد حتى تقاعده في أكتوبر عام 2012. استثمر عدد من صناديق التقاعد الحكومية، بما في ذلك صناديق إلينوي، لصالح شركة (جي تي سي آر).
في عام 2013، افتتح رونر مكتبًا لشركة استثمارية ذاتية التمويل، شركة آر8 كابيتال بارتنرز. خططت الشركة لاستثمار ما يصل إلى 15 مليون دولار في شركات صغيرة في إلينوي.
شغل رونر منصب رئيس مجلس إدارة شركة تشوز شيكاغو غير الربحية، وهي عبارة عن مكتب للمؤتمرات والسياحة في المدينة، ليُقدِّم استقالته في مايو من عام 2013، وشغل أيضًا منصب رئيس صندوق مدرسة شيكاغو أنينبرغ تشالنج للتعليم العام. شغل راونر منصب رئيس لجنة التعليم التابعة للجنة المدنية للنادي التجاري في شيكاغو.
في عام 2015، أقرَّ رونر بأنه قد كسب أكثر من 180 مليون دولار.

## المواقف السياسية
باعتباره من الجمهوريين الليبراليين أو الجهوريين المعتدلين، حكم رونر ولاية إلينوي، مثلما يتضح من مواقفه إزاء قضية الإجهاض وزواج المثليين والهجرة من بين قضايا أخرى.

### التعليم
منح رونر الأولوية للتعليم عن طريق سعيه لتمويل المدارس بالكامل لأول مرة منذ سنوات، حيث زاد تمويل التعليم من مرحلة الحضانة حتى سن الثانية عشرة بما يقرب من مليار دولار، ويزيد تمويل التعليم في مرحلة الطفولة المبكرة إلى مستويات عالية جدًا. في عام 2017، وقّع رونر مشروع قانون مجلس الشيوخ لعام 1947، الذي نقل إلينوي إلى «نموذج قائم على الأدلة» لتمويل التعليم، مع مراعاة الاحتياجات الفردية لكل منطقة وكذلك مصادر إيراداتها المحلية عند تخصيص المساعدات - إعطاء الأولوية للمقاطعات الأبعد عن التمويل الكامل. وضع القانون الجديد خطة لتمويل المنح الدراسية إلى ما يصل إلى 75 مليون دولار من أجل الإعفاءات الضريبية. صرَّح المشرّعون أن هذه الاعتمادات ستذهب إلى أولياء الأمور من ذوي الدخل المنخفض والمتوسطي، ما يؤثر بشكل كبير على حوالي 6,000 طالب من طلاب المدارس الخاص الذين تحقق عائلاتهم أقل من 73,000 دولار في السنة. حقق القانون الجديد خلال عقدين من الزمان المراجعة الأولى للطريقة التي تم بها توزيع أموال المساعدات العامة للدولة على المدارس، وذلك بوضع إجراء متعدد الجوانب لتحديد الحاجة وتحديد هدف «قدرة» التمويل في كل من الدوائر المدرسية في الولاية التي يبلغ عددها 852 مدرسة. وقد حظي مشروع القانون بالثناء من قِبَل منظمات مدنية مثل شيكاغو تريبيون، وديلي هيرالد، وشيكاغو صن-تايمز، إلى جانب العديد من المنظمات الأخرى.

### النقابات
حظي موقف رونر من النقابات العمالية بقدر كبير من الاهتمام والجدال. إذ قال رونر أنه يجب السماح للحكومات المحلية بتمرير قوانين الحق في العمل. بالإضافة إلى ذلك، صرَّح رونر أيضًا بأنه ينبغي للدولة أن تحظر بعض المساهمات السياسية من قبل النقابات العامة، قائلًا: «لا ينبغي السماح للنقابات الحكومية بالتأثير على الموظفين الحكوميين الذين يمارسون الضغط عليها ويجلسون على طاولة المفاوضات من خلال التبرعات والنفقات المخصصة للحملة».
في عام 2014، قّدِّم الدعم المالي لحملة رونر الانتخابية من قِبَل كينيث غريفين، الرئيس التنفيذي لشركة سيتيدال إل إل سي، وهي شركة استثمارية عالمية ناجحة، الذي قدم ادّعاء استثنائي وحماسي لحاملي الأسهم في نادي شيكاغو الاقتصادي (إيسي سي) في مايو عام 2013 ليحلّ محلّ الديمقراطيين على كافة مستويات الحكم. أيَّد غريفين أيضًا الوعود التي قدمها رونر في حملته الانتخابية في «خفض قيمة الإنفاق وإصلاح نظام التقاعد في الدولة وفرض حدود المدى وإضعاف نقابات الموظفين العموميين». دعا غريفين إلى تقديم دعم مالي لرونر الأمر الذي قوبل بزيادة التبرعات التي قدمتها الحملات الانتخابية والتي تمثل عشرات الملايين من الدولارات، أو نصف مبلغ الـ 65 مليون دولار الذي قد أنفقه على حملة رونر الانتخابية لعام 2014. ومن هذا المبلغ، نشأت مثل هذه الأموال من رونر ذاته إلى جانب «تسعة أفراد آخرين أو أسر أو شركات يديرونها».